# 14092 Gaily
14092 Gaily este un asteroid din centura principală de asteroizi.

## Descriere
14092 Gaily este un asteroid din centura principală de asteroizi. A fost descoperit pe 29 iunie 1997 la Kitt Peak National Observatory în cadrul proiectului Spacewatch. El prezintă o orbită caracterizată de o semiaxă mare de 2,70 ua, o excentricitate de 0,04 și o înclinație de 1,3° în raport cu ecliptica.